# Alopecosa longicymbia
Alopecosa longicymbia är en spindelart som beskrevs av Savelyeva 1972. Alopecosa longicymbia ingår i släktet Alopecosa och familjen vargspindlar.
Artens utbredningsområde är Kazakstan. Inga underarter finns listade i Catalogue of Life.